# Willi Löffler
Willi Löffler (Gornsdorf, 18 mei 1915 – Bichl, 8 april 2000) was een Duits componist, dirigent, arrangeur, trombonist en muziekuitgever. Voor bepaalde werken gebruikte hij het pseudoniem: Harald Cosmar.

## Levensloop
Löffler begon als zoon van een kapelmeester met pianoles op 9-jarige leeftijd. Later studeerde hij privé bij Prof. Reinhardt in Leipzig trombone, cello en muziektheorie. Alhoewel hij zijn studie in 1937 moest onderbreken, omdat hij zijn dienst verleende in het Duitse leger, begon hij in deze tijd te arrangeren en te componeren. In 1947 kwam hij terug vanuit de krijgsgevangenschap en werkte als arrangeur bij muziekuitgeverijen en vooral bigbands en voor de blaaskapel "Die Rebläuse" onder leiding van de trompettist Walter Scholz. In 1951 vertrok hij naar Arzbach in Oberbayern, nu deelgemeente van Wackersberg en componeerde nu voor blaasmuziek. In deze tijd was hij eveneens bezig als dirigent van de Stadtkapelle Tegernsee. Zijn mars Ad Astra won in 1955 bij een internationale compositiewedstrijd in Londen een 1e prijs. Het volgden verdere composities voor harmonieorkest, waarmee hij voor de amateuristische blaasmuziekwereld ook nieuwe impulsen zette. In 1968 vertrok hij naar het plaatsje Bichl in de buurt van Bad Tölz en richtte aldaar zijn muziekuitgeverij Color-Musikverlag op.

## Composities

### Werken voor harmonieorkest
- 1955 Ad Astra, concertmars
- 1957 Sonnige Tage, concertwals
- 1961 Bolero concertant
- 1962 Herzdame, ouverture
- 1962 Klarinetten-Kapriolen, voor 2 klarinetten en harmonieorkest
- 1962 Romanze Rubato, voor trompet en harmonieorkest
- 1965 Treffpunkt City, rapsodie
- 1966 Annabella Serenade, voor trompet en harmonieorkest
- 1966 Cowboy-Melodie
- 1966 Der Klarinettenmuckl Polka, voor 3 klarinetten en harmonieorkest
- 1966 Dixie-Parade, mars[1]
- 1967 Berglieder-Potpourri
- 1967 Big River Skizze, voor trompet en harmonieorkest
- 1967 Feuerwehrball, voor 3 trompetten en harmonieorkest
- 1967 Posaunen-Cocktail, voor 3 trombones en harmonieorkest
- 1968 Suite International Nr. 1
  1. Österreich - Souvenir aus Wien
  2. Russland - Kaukasischer Tanz
  3. Mexiko - Fiesta
  4. England - Rennen in Ascot
- 1968 Tango-Rubin
- 1970 Esprit
- 1971 Vorspiel-Grandioso
- 1972 Melody and Rhythm - won een prijs tijdens de compositiewedstrijd "Neue Blasmusik gesucht" van de Duitse "Bundeswehr" en de Westdeutscher Rundfunk
- 1976 Goldene Evergreens im Marschrhythmus
- 1977 Romantica Blues
- 1977 Suite International Nr. 2
  1. Japan - Tempeltanz
  2. Nord-Amerika - Melodie der Prärie
  3. Ungarn - Lied und Czardas
  4. Spanien - Feria in Sevilla
- 1978 Fifty-fifty, solistische studie voor 3 trompetten, 3 trombones en harmonieorkest
- 1978 Klingende Bergwelt
- 1978 Ping-pong, Marsch-Beat
- 1980 Auf silbernen Schwingen, concertmars
- 1980 Goldene Tonfilmschlager
- 1983 Melodien-Cocktail
- 1985 Fascinating-beguine
- 1985 Gratulanten-Marsch
- 1985 Traumlandmelodie, voor dwarsfluit (of trompet, of altsaxofoon) en harmonieorkest
- 1986 Weltbestseller-Potpourri
- 1987 Trompeten-Tango
- 1988 Auf der Echo-Alm, idylle
- 1988 Isar-Märchen - Klänge aus dem Isartal, wals
- 1988 Kontraste Studie
- 1988 Souvenirs aus Rio, Samba ritmes
- 1989 Virtuose Bagatellen, bravoure solo voor altsaxofoon en harmonieorkest
- 1992 Dixie sound, dixieland-mars
- 1993 The big opening[2]
- Artisten-Show, ouverture
- Bella Musica, ouverture
- Bronzeller Marsch
- Colorit, impressionistische schets
- Die Mondrakete
- Español-Medley
- Estrella Beguine
- Euro airlines
- Glocken-Polka
- Holiday for Drums
- Jack und Jonny, voor trombone en harmonieorkest
- Mit Freud' und Schneid, mars
- Posaunen-Finessen, voor trombone en harmonieorkest
- Tarantella Siciliana
- Walzergruss vom Tegernsee
- Wiener Rundschau, suite
  1. Schloss Schönbrunn
  2. Beim Heurigen
  3. Spanische Hofreitschule
  4. Stadtbummel